# Битка при Дирахиум
Битката при Дирахиум се провежда на 10 юли 48 пр.н.е. в днешен Драч, Албания. Тя е част от войната между Цезар (популарите) и Помпей (оптиматите), които се борят за едноличната власт над Римската република. В Дирахиум Помпей побеждава, а Цезар едва избягва катастрофална загуба. Войната завършва един месец по-късно с окончателната загуба на Помпей след битката при Фарсала.

## Предистория
След като е победил лейтенантите му в Испания, Цезар напуска Италия, за да атакува Помпей, който е разположил войските си в Гърция. Цезар преминава през Адриатическо море на 4 януари 48 пр.н.е. и окупира Орикум и Аполония. Цезар е в състояние да осигури транспорт само за половината от легионите си, така че решава да ги превози на две вълни. Изпраща корабите обратно за оставащите сили в Италия, след като той дебаркирал.
Марк Антоний, който е легат на Цезар успява да избегне републиканският флот под командването на Марк Калпурний Бибул, който контролира Йонийско море. Успява да премине в Гърция с останалите подкрепления, но лошото време и силните ветрове го принуждават да се разтовари на север от действителната си цел. Помпей побързва да нападне и хване неподготвен Антоний, който е изолиран, но Цезар го следва отблизо, карайки Помпей (Помпей разполага само с част от силите си в този район) да маневрира между двете вражески армии, за да избегна да бъде приклещен между тях. Това позволява на Цезар да продължи към жизненоважните запаси в складовете на Дирахиум.
Двете армии издигат своите лагери от двете страни на малка река, като Цезар разполага силите си на север, а Помпей разполага своите на юг, град Дирахиум е от речната страна на Цезар. Силите на Цезар са приблизително 15 000 души и около 500 души кавалерия, армията на Помпей е значително по-голяма, около 45 000 войника включително няколко хиляди души кавалерия.

## Битка
Цезар започва изграждането на серия от укрепления около позицията на Помпей свързани с окопи и стена. Веднага щом Помпей разбира какво се случва, той завзема толкова хълмове колкото може и изпраща лека пехота – малки части, които да защитават стратегическите позиции.
Помпей започва атака срещу линията на Цезар, където тя се свързва с морето и където е разположен IX Испански легион. Силно превъзхождащата в численост армия на Помпей, пробива през редиците на силите на Цезар, карайки тази част от войниците му да се изтеглят под яростната атака. Цезар набързо подсилва пробивът с 12 кохорти под командването на Антоний и тогава контраатакува, връщайки си контрола на тази част от стената изтласквайки силите на Помпей. Помпей заобиколя десния фланг на Цезар и го атакува, карайки фланга да започне да се огъва. След разпадането на фланга, армията на Цезар започва да отстъпва безредно. Първоначално Цезар лично се опитва да спре отстъплението, но след това осъзнавайки гибелната опасност, пред която е изправена армията му, вместо да се опитва да спира започва да координира изтеглянето на силите си.

## Последици
Помпей нарежда на силите си да не преследват вражеските войски, вярвайки че с Цезар е свършено и също така подозирайки капан заложен от силите на Цезар. Това решение на Помпей е отбелязано от Цезар с думите: „Днес победата принадлежеше на врага, ако между тях имаше някой който да я вземе“.
След това Цезар достига град Гомфи (Gomphi). Макар че градът бил изразил намерение да се присъедини към него, Цезар намира портите му затворени. Отминалата битка при Дирахиум променила нагласите: сега изглеждало, че Помпей взема превес над съперника си, ето защо доскорошните приятели бързали да се отдръпнат. Разбирайки, че това поведение може да се окаже заразително за тесалийските, а и за останалите гръцки полиси, Цезар пренебрегва прословутата си политика на clementia (прошка и милосърдие) и решава да даде ярък пример: превзема Гомфи за един час и го опустошава, а населението е изклано почти без остатък. Превземането на града позволява на неговите войници да се презапасят с провизии и да си отпочинат. След това Цезар се отправя към Фарсала, където скоро ще се проведе решителната битка при Фарсала.